# Булак (Алматинская область)
Булак (каз. Бұлақ) — село в Жамбылском районе Алматинской области Казахстана. Входит в состав Дегересского сельского округа. Код КАТО — 194245300.

## Население
В 1999 году население села составляло 140 человек (68 мужчин и 72 женщины). По данным переписи 2009 года, в селе проживали 184 человека (99 мужчин и 85 женщин).